# オリンピック休戦
オリンピック休戦（オリンピックきゅうせん、仏: Trêve olympique、英: Olympic Truce）は、オリンピック・パラリンピック期間中の休戦を呼びかける世界各国による国際的活動。1994年リレハンメルオリンピック以降は国際連合決議として具体化されるようになった。

## 概要
古代ギリシアでは、古代オリンピックの開催中やその前後に「エケケイリア（聖なる休戦）」と呼ばれる休戦期間があった。これに倣い1992年に国際オリンピック委員会（IOC）がオリンピック休戦を提唱して1994年リレハンメルオリンピックより導入されており、大会ごとにオリンピック休戦に関する国連総会決議（正式名称「スポーツとオリンピックの理想を通じた平和でより良い世界の構築」）を採択して実施されている。
慣例上、各大会の前年秋に国連総会で開催国が原提案国となって提案を行う。休戦決議は定型部分と各大会独自の部分で構成される。
休戦期間はオリンピック開幕の7日前からパラリンピック閉幕の7日後までと設定されている。　

## 決議違反
- 2008年北京オリンピック期間中にジョージアが軍事行動を起こしたため、それに対応してロシア連邦軍が侵攻[2]
- 2014年ソチパラリンピック後の休戦期間中にロシア連邦軍がクリミア半島を併合[2]
- 2022年北京オリンピック後の休戦期間中にロシア連邦軍がウクライナに侵攻[2]
  - ロシアも共同提案国173カ国に含まれており、2022年2月24日、国際オリンピック委員会はロシア政府を非難する緊急声明を発表した[4]。